# Горштедт (Шлезвіг-Гольштейн)
Горштедт (нім. Horstedt) — громада в Німеччині, розташована в землі Шлезвіг-Гольштейн. Входить до складу району Північна Фризія. Складова частина об'єднання громад Нордзе-Трене.
Площа — 11,7 км2. Населення становить 817 ос. (станом на 31 грудня 2020).